# Ignacio Luis Arcaya
Ignacio Luis Arcaya Rivero (Santa Ana de Coro, Estado Falcón, 3 de mayo de 1912 - Caracas, 4 de septiembre de 1990), fue un abogado y político venezolano.

## Vida política
Sus padres fueron Camilo Arcaya Madriz y Conchita Rivero Perera. Arcaya realizó sus estudios básicos en el Colegio San Ignacio de Loyola de Caracas y estudió derecho en la Universidad Central de Venezuela. Empezó su trayectoria política en el estado Falcón. De nuevo en Caracas, comenzó a militar en la Unión Republicana Democrática.
A partir de 1945 inició una férrea oposición, primero a la Junta Revolucionaria de Gobierno y luego a la dictadura de Marcos Pérez Jiménez. Hacia 1950 es presidente de la Unión Republicana Democrática. Firmó el Pacto de Puntofijo en representación del partido URD y sirvió como Ministro de Relaciones Exteriores (1959-1960) en la presidencia de Rómulo Betancourt.
Se reunió con el ministro de relaciones exteriores de Colombia Julio César Turbay para las negociaciones del Tratado de Tonchalá de 1959. Fue destituido de este cargo al no apoyar una declaración de aislamiento en contra del gobierno de Cuba durante la VII Conferencia de Cancilleres de la Organización de los Estados Americanos, hecho ocurrido en San José de Costa Rica el 16 de agosto de 1960. Gracias a esta decisión, fue bautizado por sectores de izquierda de la época como el «Canciller de la Dignidad». En 1960 ingresó a la Cámara de Diputados del Congreso de la República de Venezuela, de la cual fue su presidente y vicepresidente, respectivamente. Para 1965 se incorporó como magistrado a la Corte Suprema de Justicia.

## Reconocimientos en vida
Algunos de los reconocimientos recibidos fueron:
- Order al Mérito (Italia) 1966.
- Orden de Rio Branco (Brasil) 1990.
- Orden El Sol del Perú 1990.
- Orden de Mayo (Argentina) 1991.
- Orden al Mérito (Ecuador) 1991.
- Orden de Bernardo O'Higgins (Chile) 1991.
- Orden al Mérito de Chile 1992.
- Orden de El Libertador (Venezuela) 1992.
- Orden Francisco de Miranda (Venezuela) 1995.
- Orden Andrés Bello (Venezuela) 1995.
- Orden del Libertador San Martín (Argentina) 1998.
- Orden al Mérito en el Trabajo (Venezuela) 1998.
- Orden J.C. Falcon (Venezuela) 1999.

## Reconocimientos póstumos
En el año 2001 la Asamblea Nacional de Venezuela instituyó la Orden al Mérito Ignacio Luis Arcaya, en única clase. El Presidente de la República es el jefe de la misma y tiene facultad exclusiva de otorgarla a través del Ministerio de Relaciones Exteriores.